# Poecilia mechthildae
Poecilia mechthildae là một loài cá nước ngọt thuộc chi Poecilia trong họ Cá khổng tước. Loài này được mô tả lần đầu tiên vào năm 2002.

## Phân bố và môi trường sống
P. mechthildae là loài đặc hữu của Colombia, và hiện chỉ được tìm thấy ở thượng nguồn sông Acandí (thuộc khu tự quản Acandí).